# Nikos Dimou

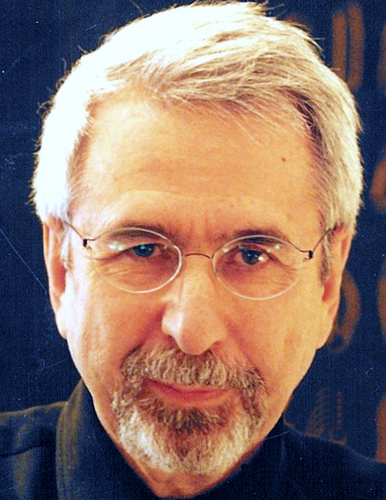
Nikos Dimou, 2010

Nikos Dimou (griechisch Νίκος Δήμου, * 1935 in Psychiko, Athen) ist ein griechischer Essayist, Prosaschriftsteller und Dichter.

## Leben
Dimou schloss das private Athens College in Athen ab, wo er Französische Philosophie studierte. Bereits 1953 veröffentlichte er sein erstes Buch. In den Jahren von 1954 bis 1960 studierte er Philosophie an der Ludwig-Maximilians-Universität München. Nach seiner Rückkehr arbeitete er in einer Werbeagentur und gründete 1965 seine eigene Werbefirma. 1979 begann er als Kolumnist für verschiedene griechische Zeitschriften und Zeitungen zu arbeiten, wie zum Beispiel To Vima, Kathimerini und die Sonntagsausgabe von Kyriakatiki Eleftherotypia und Ethnos. Bereits 1979 hatte er seine eigene Talkshow im griechischen Fernsehen. Er war Mitbegründer des Rundfunksenders  Athens 98,4 FM und arbeitete im dritten Programm des staatlichen Radios ERA. Seit 1983 ist er nur noch schriftstellerisch tätig.  
Nach dem Sturz der Diktatur der Obristen im Jahre 1974 veröffentlichte Dimou im darauf folgenden Jahr sein in Griechenland sehr kritisch aufgenommenes Buch I Dystychia tou na ise Ellinas, das erst 2012 in deutscher Sprache mit dem Titel Über das Unglück, ein Grieche zu sein publiziert wurde.
2009 kandidierte Dimou für die griechische Partei Drasi (Aktion) zum Europaparlament. Die Partei errang so wenige Stimmen, dass sie zur Wahl des nationalen griechischen Parlaments später im Jahr nicht mehr antrat.

## Preise und Auszeichnungen
- Abdi-İpekçi-Preis, Journalistenpreis
- Botsis-Preis, Journalistenpreis
- 2000: Dimitris-Mitropoulos-Preis

## Schriften
- Die Deutschen sind an allem schuld, übersetzt von Maro Mariolea. Verlag Antje Kunstmann, München 2014, ISBN 978-3-88897-939-2.[2]
- Über das Unglück, ein Grieche zu sein. Verlag Antje Kunstmann, München 2012, ISBN 978-3-88897-765-7.
- Oi Ellenos.  Kaktus, Athen 1981.
- Par’ola Afta. (Nichtsdestotrotz), Ekdoseis Patakis, Athen 1981.
- Apología enós Anthéllina (Apologie eines Anti-Griechen).
- Prosengiseis. (Annäherungen).
- To Apolyto kai to Tavli. (Tavli und das Absolute), 4. Auflage 1984.
- Dokimia (Essays). Neuauflage: Ekdoseis Nephelē, Athen 2001, ISBN 96-02111372.
- Themata epikoinomias. 1972.

Autobiografie:
- Apo tin Odo Rinou stin Hess Strasse (Von der Rheinstraße zur Hessstraße). Ekdoseis Nephelē, Athen 1997.

Gedichte:
- To Vivlio ton Gaton (Das Buch der Katzen). 4. Auflage, 1977.
- Piímata 1950–1990 (Gedichte 1950–1990).